# Dmitri Yuryevich Chistyakov
Bản mẫu:Eastern Slavic name
Dmitri Yuryevich Chistyakov (tiếng Nga: Дми́трий Ю́рьевич Чистяко́в; sinh ngày 13 tháng 1 năm 1994) là một cầu thủ bóng đá người Nga thi đấu cho FC Rostov.

## Sự nghiệp câu lạc bộ
Anh ra mắt chuyên nghiệp tại Giải bóng đá chuyên nghiệp quốc gia Nga cho F.K. Zenit-2 St. Petersburg vào ngày 15 tháng 7 năm 2013 trong trận đấu với F.K. Tosno.